# Euphrosine hystrix
Euphrosine hystrix är en ringmaskart som beskrevs av Horst 1903. Euphrosine hystrix ingår i släktet Euphrosine och familjen Euphrosinidae. Inga underarter finns listade i Catalogue of Life.